# Il lavoro dell'attore sul personaggio
Il lavoro dell'attore sul personaggio (Rabota aktera nad rol'ju) è una raccolta di studi critici ed appunti raccolti da Konstantin Sergeevič Stanislavskij pubblicata postuma nel 1957.
Il testo rappresenta un approfondimento del primo lavoro, Il lavoro dell'attore su se stesso, che è complementare per uno studio dell'arte della recitazione e della messa in scena. Stanislavskij affrontò dapprima il problema della preparazione dell'attore, per poi concentrarsi sul lavoro di quest'ultimo sul testo e sull'allestimento. 
La storia della stesura dell'opera è molto tormentata: concepito come quarto volume di una serie di saggi e studi sulla recitazione teatrale (i volumi previsti, non tutti realizzati, erano sette), non fu mai terminato per l'enorme mole di materiali continuamente raccolti da Stanislavskij in oltre vent'anni e mai organizzati in maniera omogenea.